# Daniel Bess
Daniel Luke Bess (* 8. Oktober 1977 in Honolulu) ist ein US-amerikanischer Schauspieler.

## Leben
Bess ging in Honolulu zur Schule und besuchte dort die Mid-Pacific School of the Art. Er ist mit der Schauspielerin Linda Park verheiratet, mit der er einen Sohn hat.

## Filmografie (Auswahl)
- 1999: Law & Order: Special Victims Unit (Fernsehserie, Episode 1x1)
- 2001–2002: 24 (Fernsehserie, 18 Episoden)
- 2001: Nicht noch ein Teenie-Film, Regie: Joe Gallen
- 2002: Emergency Room – Die Notaufnahme (Fernsehserie, Episode 9x8)
- 2002: JAG – Im Auftrag der Ehre (Fernsehserie, Episode 8x11)
- 2005: Grey’s Anatomy (Fernsehserie, Episode 2x5)
- 2005: CSI: Vegas (Fernsehserie, Episode 6x7 und 6x8)
- 2005: München, Regie: Steven Spielberg
- 2006: CSI: Miami (Fernsehserie, Episode 4x23)
- 2009: Numbers – Die Logik des Verbrechens (Fernsehserie, Episode 5x18)
- 2012–2013: Last Resort (Fernsehserie, 9 Episoden)
- 2015: iZombie (Fernsehserie, Episode 2x4)
- 2016: Hawaii Five-0 (Fernsehserie, Episode 7x10)
- 2018: SEAL Team (Fernsehserie, Episode 1x22)